# Бачинський Едмунд Степанович
Едмунд Степанович Бачинський (чеськ. Edmund Bačinský; 13 червня 1880, с. Калини Тячівський район, Закарпатська область — 1945, м. Єнакієве, Донецька область) — громадсько-політичний діяч Підкарпатської Русі, міський голова (урядовий комісар) Ужгорода (1922 — 1927), міністр внутрішніх справ першого підкарпатського уряду в 1938 році, посол (1925 — 1929) та сенатор (1929 — 1938) Чехословацького парламенту. Доктор права. Належав до москвофільського напрямку.

## Життєпис
Народився у 1880 році  в селі Калини Мармароського комітату. Батько — греко-католицький священик Степан Бачинський  (1851–1936), мати — Єлизавета Фірцак (1859-1927), двоюрідна сестра Юлія Фірцака, єпископа Мукачівської греко-католицької єпархії. 
Закінчив правничий факультет Будапештського університету, здобувши ступінь доктора права. Напередодні Першої світової війни працював на урядових посадах в Угорщині. Спершу стажувався у суді міста Ньїредьгаза, а у 1906 році був призначений заступником реєстратора у суд міста Сату-Маре. У червні 1909 року одружився з Міци (Марією) Товт, яка померла у травні 1910 року під час пологів. 
У 1922 році повернувся до рідного краю, де був мером Ужгорода та членом земського уряду. З 1927 по 1936 роки входив до москвофільського Товариства імені Олександра Духновича, яке впродовж трьох місяців 1936 року очолював, вийшовши з нього у знак протесту проти про угорських дій Фенцика. З 1929 по 1938 роки обирався сенатором Чехословацького парламенту від аграрної партії. Очолював кооперативну спілку Підкарпатської Русі.
15 серпня 1925 обраний заступником голови спортивного клубу «Русь». В 1930-х очолює футбольну команду СК «Русь».
З 11 до 26 жовтня 1938 року входив у перший автономний уряд Карпатської Русі, обіймав у ньому пост міністра внутрішніх справ. Входив і до складу другого уряду, очолюваного Августином Волошином.
19 жовтня 1938 представляв інтереси Підкарпатської Русі на переговорах у Мюнхені про майбутні кордони. З цього приводу (перед Віденським арбітражем) зустрічався з міністром закордонних справ Німеччини Йоахимом фон Ріббентропом.
Наприкінці 1938 року працював у Хусті, куди переїхав як міністр автономного уряду. 
Після окупації Карпатської України Угорщиною відійшов від політичної діяльності та працював адвокатом.
З приходом Червоної Армії був заарештований управлінням контррозвідки СМЕРШ 4-го Українського фронту в грудні 1944 року і без суду був етапований до м. Єнакієве Сталінської області, де й помер від тифу в таборі для військовополонених на шахті «Юнком» у 1945.
Під час горбачовської перебудови, на обґрунтовані заяви які писав у КГБ та прокуратуру його племінник Едмунд Андрійович, відповіли, що по трьох органах (суд, прокуратура, КДБ) «не проходив». Оскільки його не судили, то й слідів ніяких не залишено. Тому Едмунд Бачинський досі не реабілітований.